# Ніту Ґоміш
Ніту Ґоміш (порт. Nito Gomes, нар. 3 лютого 2002, Бісау) — футболіст Гвінеї-Бісау, захисник португальського клубу «Марітіму».

## Клубна кар'єра
Народився 3 лютого 2002 року в місті Бісау.
У дорослому футболі дебютував 2020 року виступами за команду «Спорт Біссау е Бенфіка», в якій того року взяв участь в одному матчі чемпіонату.
Своєю грою за цю команду привернув увагу представників тренерського штабу клубу «Талавера», до складу якого приєднався 2020 року.
У 2021 році уклав контракт з клубом «Труїлло», у складі якого провів наступний рік своєї кар'єри гравця. 
До складу клубу «Марітіму» приєднався 2022 року. Станом на 11 вересня 2023 року відіграв за клуб з Фуншала 2 матчі в національному чемпіонаті.

## Виступи за збірну
У 2023 році дебютував в офіційних матчах у складі національної збірної Гвінеї-Бісау.
| Дата      | Місто | Господарі    | Результат | Гості        | Турнір                                  | Голи | Примітки |
| --------- | ----- | ------------ | --------- | ------------ | --------------------------------------- | ---- | -------- |
| 11-9-2023 | Бісау | Гвінея-Бісау | 2 – 1     | Сьєрра-Леоне | Відбір до Кубка африканських націй 2023 | 1    |          |
| Усього    |       | Матчів       | 1         |              | Голів                                   | 1    |          |